# 에바 하트

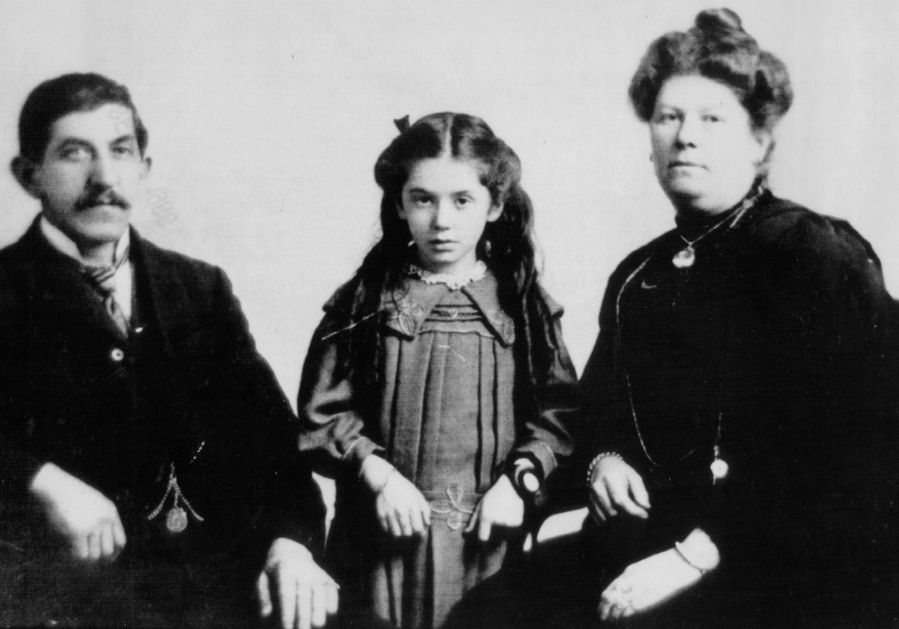
에바의 아버지 벤저민(타이타닉호에서 사망), 그녀와 그녀의 어머니 에스더

에바 미리엄 하트(영어: Eva Miriam Hart, MBE, 1905년 1월 31일 ~ 1996년 2월 14일)는 1912년 4월 14일 RMS 타이타닉 침몰 사고의 마지막 생존자 중 한 명이었던 영국 여성이다.